# Mount Kohler
Mount Kohler ist ein 480 m hoher Berg im westantarktischen Marie-Byrd-Land. In den Ford Ranges ragt er 6 km östlich des Mount Woodward an der Südflanke des Boyd-Gletschers auf.
Wissenschaftler der United States Antarctic Service Expedition (1939–1941) kartierten ihn. Der Expeditionsleiter Richard Evelyn Byrd benannte ihn nach Herbert Vollrath Kohler Jr. (* 1939) und Ruth DeYoung Kohler II (1941–1976), Sohn und Tochter des Unternehmers Herbert Vollrath Kohler Sr. (1891–1968), einem Sponsor von Byrds zweiter Antarktisexpedition (1933–1935).